# Burg (Schwarzenbach)
Pour les articles homonymes, voir Burg.
L´oppidum de Burg sur la colline de Burgberg près de Schwarzenbach en Basse-Autriche était un des plus grands camps fortifiés celtes d´Autriche.

## Présentation
Il fut construit au IIe siècle av. J.-C. à 600 m d´altitude et englobait 15 ha protégés par un fossé et un mur qui faisait par endroits dix mètres de hauteur. Sur cet emplacement vivaient 2 000 personnes. Elles y travaillaient le fer trouvé dans la région d´Oberpullendorf et en faisaient le commerce. En effet, le fer de Norique était très apprécié dans l'empire romain à cause de sa qualité. À proximité, d´autres villages existaient à Sopron-Burgstall et à Velem-St. Vid
Le site a été redécouvert en 1920 puis fouillé par l´institut d´archéologie de l´université de Vienne à partir de 1992. Depuis, sept bâtiments ont été reconstruits ainsi qu´une tour-musée. Tous les ans au mois de juin, une fête celtique s´y déroule.
Le sommet de la colline porte des traces d´occupation plus anciennes, notamment du Chalcolithique avec des céramiques pouvant être mises en relation avec la culture de Jevisovice. Le site était aussi occupé à l´âge du bronze mais a été probablement abandonné à l´arrivée des Romains.